# Día Mundial de la Leche Escolar
El Día Mundial de la Leche Escolar es una jornada que se celebra anualmente el último miércoles de septiembre desde 2000, fue establecida por la Organización de las Naciones Unidas para la Alimentación y la Agricultura (FAO) en ese mismo año.

## Proclamación
El Día Mundial de la Leche Escolar fue proclamado por la FAO y se celebró por primera vez en septiembre del año 2000. Su objetivo es promover el consumo de leche en las escuelas y resaltar su importancia desde el punto de vista nutricional, educativo y socioeconómico.

## Celebración
Se celebra anualmente el último miércoles de septiembre desde al año 2000. La elección de esta fecha se debe a la intención de marcar un día especial para resaltar los beneficios de la leche en la nutrición infantil y fomentar programas de leche escolar en todo el mundo. Las celebraciones incluyen demostraciones de ordeño, visitas escolares, juegos, competencias, distribución de productos lácteos, conferencias, seminarios e intercambio de información. Desde su primera celebración, el número de países y actividades involucradas ha aumentado cada año, brindando una oportunidad para que todos los interesados participen. Cada año se celebran eventos en más de 25 países.
La FAO ha establecido redes para compartir información sobre todos los aspectos de la leche escolar, cooperando con organizaciones nacionales para presentar conferencias regionales e internacionales sobre la provisión de leche a niños en edad escolar. Estas conferencias proporcionan un foro para el intercambio de información y experiencias entre profesionales que trabajan con programas de leche escolar.